# Giappone ai Giochi della V Olimpiade

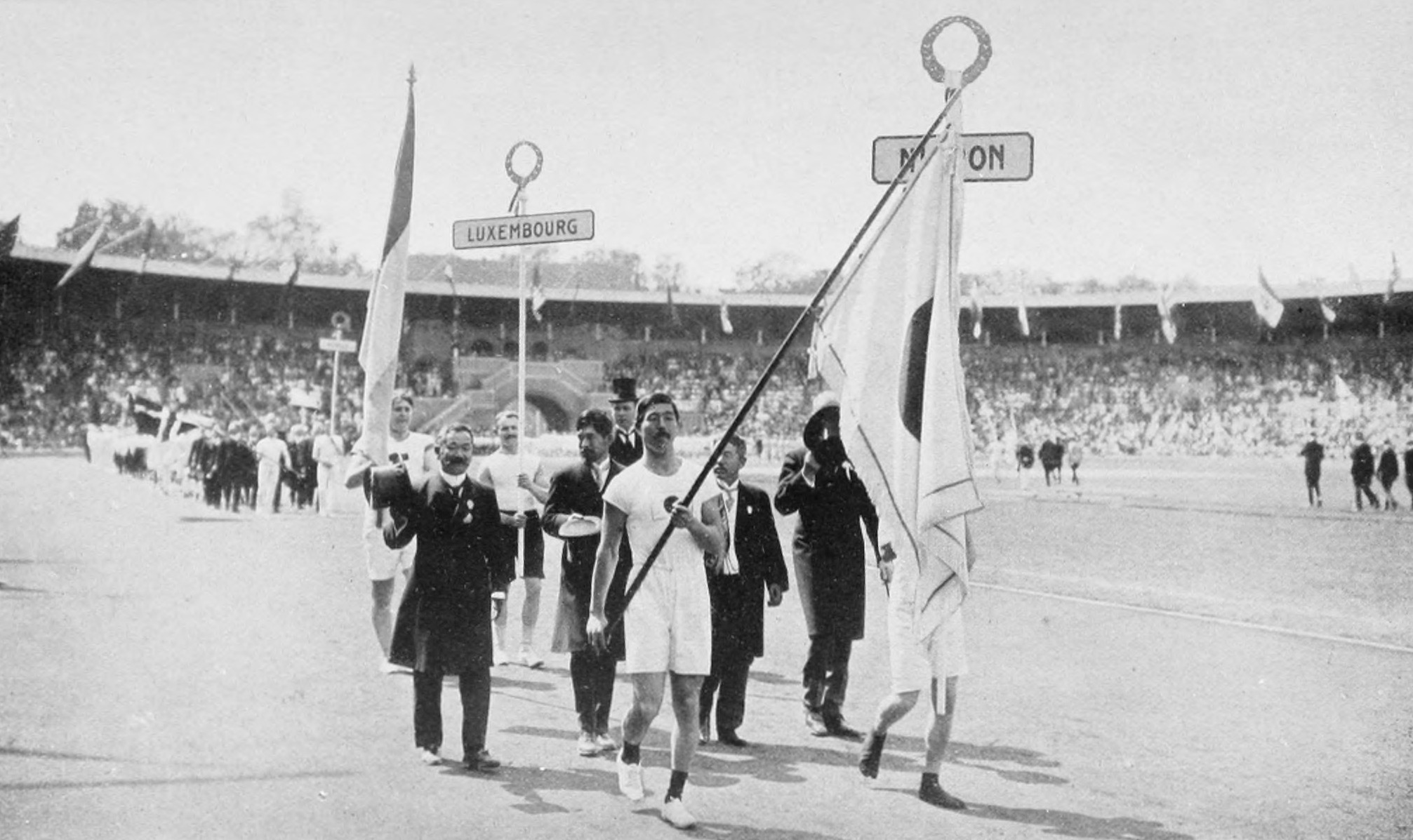
La squadra giapponese alla cerimonia di apertura

Il Giappone ha partecipato ai Giochi della V Olimpiade di Stoccolma, svoltisi dall'5 maggio al 27 luglio 1912, con una delegazione di due atleti. Per il Paese è stata la prima partecipazione olimpica.

## Atleti
- Yahiko Mishima ha gareggiato nei 100 m, 200 m e nei 400 metri piani. In quest'ultima specialità ha raggiunto le semifinali.
- Shizo Kanakuri ha gareggiato nella maratona.

## Staff
La prima delegazione olimpica del Giappone era composta da:
- Kanō Jigorō
- Hyozo Omori